# Reichsjugendführer
Reichsjugendführer ("Führer jovem nacional") era a mais alta patente militar da Juventude Hitlerista. Em 30 de outubro de 1931, Hitler apontou Baldur von Schirach como o Reichsjugendführer do Partido Nazi. Em 1933, depois do golpe de Estado nazista, todas as organizações da juventude alemã foram postas ao controle de Schirach , que foi designado o Jugendführer des Deutschen Reiches (líder jovem dos reinos alemães) em 17 junho. Quando Schirach foi nomeado Gauleiter do Reichsgau de Vienna, em 8 de agosto de 1940, Artur Axmann o sucedeu como Reichsjugendführer. Axmann servia como substituto de Schirach desde 1 de maio de 1940.